# Kievitsboon

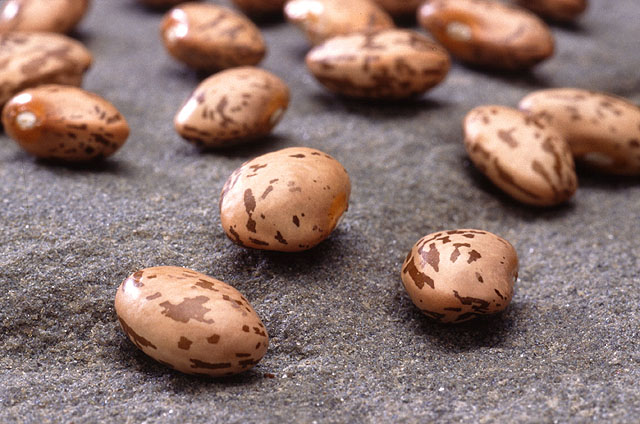
Kievitsboon

De kievitsboon, borlottiboon of pintoboon is een soort boon met een gevlekt uiterlijk. De boon wordt in het Spaans frijol pinto genoemd, letterlijk "gespikkelde boon". Hiervan stamt de naam "pintoboon" af. De Nederlandse benaming "kievitsboon" is gekozen omdat kleur en tekening van de boon doet denken aan die van een kievitsei.
Kievitsbonen worden vooral in de conservenindustrie gebruikt ter vervanging van de Nederlandse bruine boon. Ze zijn in de Verenigde Staten en Mexico erg geliefd, zowel gepureerd als heel. Na het koken kleurt de boon egaal bruin. Deze boon is bijzonder geschikt om te gebruiken in chili con carne of als vulling in burrito's. De jonge groene peulen kunnen ook in gerechten gebruikt worden.
De gewone boon kent veel rassen die onderling sterk in uiterlijk en smaak kunnen verschillen. Voor de Nederlandse markt zijn vooral de witte boon, bruine boon, nierboon (kidneyboon), flageolet, zwarte boon, kievitsboon, sperzieboon, haricot vert en snijboon van belang.
De Alubia Pinta Alavesa, ofwel de Alavese pintoboon, is een rode variant op de pintoboon die zijn origine heeft in Añana in de provincie Álava in Noord-Spanje. In oktober wordt de Feria de la alubia pinta alavesa (Alavese Pintoboonkermis) gevierd in Pobes.
Studies hebben uitgewezen dat pintobonen kunnen helpen bij het verlagen van cholesterol.